# Polopicknick
Das Polopicknick ist ein Polo-Turnier im westfälischen Münster, das seit 2004 ausgetragen wird. Die jährlich stattfindende Benefiz-Veranstaltung verbindet Picknick mit Polosport.

## Geschichte
Seit der ersten Austragung im Jahre 2004 findet das Turnier jeden Sommer im Stadtteil Handorf statt. Mit mehr als 5000 Besuchern pro Veranstaltungstag gilt es als eines der meistbesuchten Poloturniere in Deutschland. Initiator und Veranstalter ist der münsterische Unternehmer und Polospieler Sebastian Schneberger. Seit dem Jahr 2010 ist es die Polopicknick GmbH. Viele bekannte, teils internationale Polospieler nehmen regelmäßig am Polopicknick teil – darunter Christopher Kirsch, Eva Brühl, Valentin Novillo Astrada und Thomas Winter.
Das Polopicknick ist eine Benefiz-Veranstaltung. Ein Teil der Erlöse sowie die Startgelder werden jedes Jahr für einen karitativen Zweck gespendet.

## Spielsystem
Insgesamt treten acht Mannschaften im K.-o.-System gegeneinander an. Nach einer ersten Runde spielen die Gewinner um die Polopicknick-Trophäe, die Verlierer um den sogenannten Woodencup, bei dem mit einem traditionellen Holzball gespielt wird. Das Turnier ist eines der wenigen in Deutschland, das Spiele mit einem Holzball vorsieht.

## Unterstützte Projekte
Seit dem ersten Polopicknick 2004 unterstützte das Polopicknick karitative Projekte der Region. Bereits unterstützt wurde z. B. der Herzenswünsche e.V., der Deutsche Kuratorium für Therapeutisches Reiten e.V. (DKThR), der Münsteraner Zoo, Freundeskreis Knochenmarktransplantation Münster e.V., Waldschule Münster e.V., Patenschaft für Linden, Kinderheim St. Mauritz und weitere lokale Projekte. Das neunte Polopicknick unterstützte die Münsteraner Peter-Stiftung, die sich der Nephrologie, besonders bei Kindern, widmet.
Im Jahr 2013 gehen die Erlöse an das integrative Boxprojekt "Farid´s QualiFighting" des Ex-Profiboxer des deutschen Nationalkaders Farid Vatanparast.